# Biocenosi

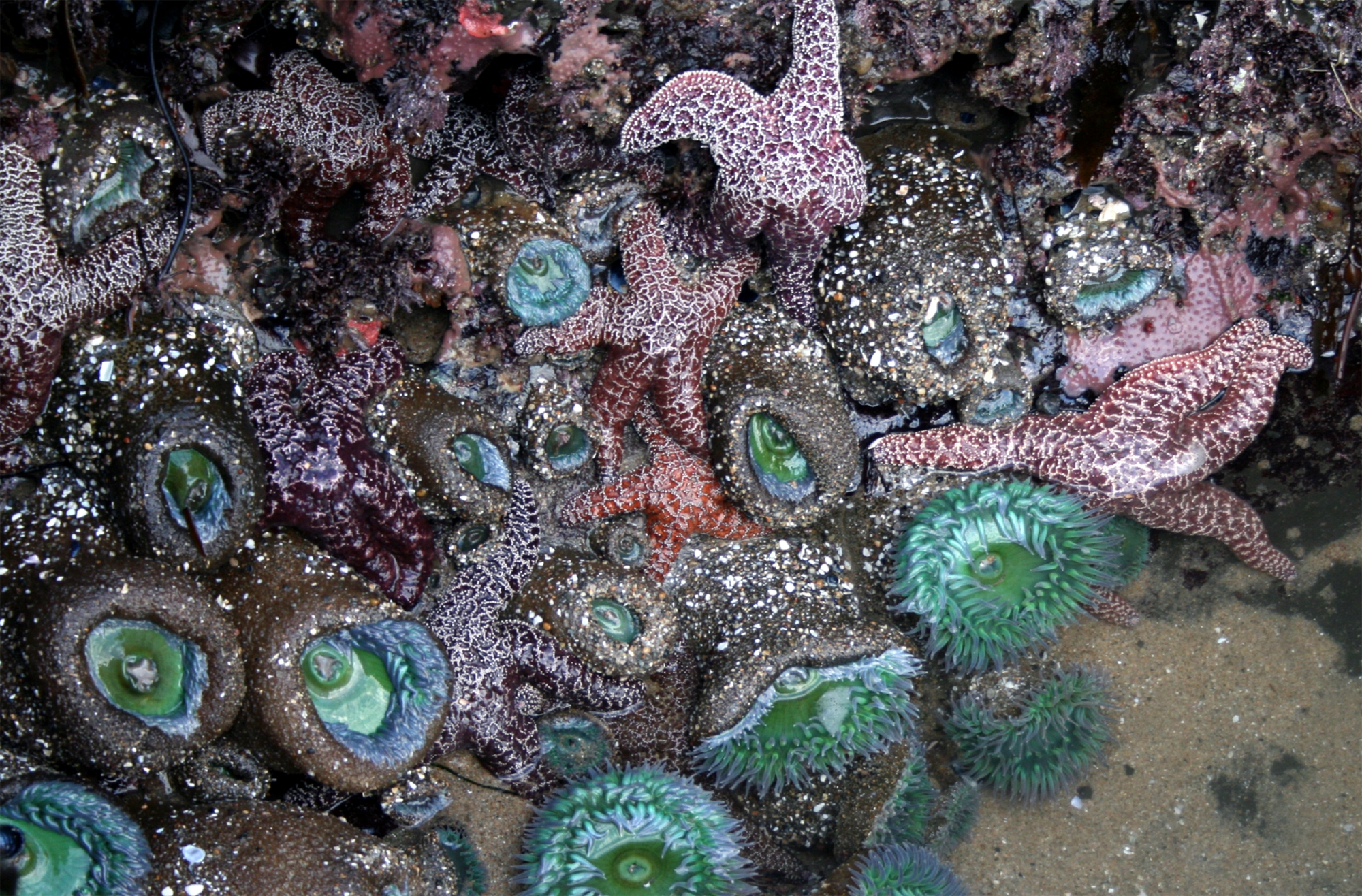
El costat d'una piscina natural mostrant estrelles de mar (Dermasterias), anemones de mar (Anthopleura) i esponges de mar a Santa Cruz, Califòrnia

La biocenosi, també coneguda com a comunitat biòtica o comunitat ecològica, és una comunitat d'organismes mútuament condicionats que ocupen un territori (el biòtop) que proveeix les condicions ambientals per a la seva supervivència. La biocenosi es divideix en la fitocenosi (els vegetals), la zoocenosi (els animals) i la microbiocenosi (els microorganismes). En la biocenosi, generalment, no interfereixen organismes vivents exteriors, però, en canvi, hi són determinants l'ambient fisicoquímic exterior i les seves modificacions (llum, temperatura, humitat o règim de vents, per exemple).
No hi ha biocenosis permanents. Algunes en pateixen canvis bruscos, mentre que d'altres es poden mantenir igual durant centenars d'anys. Sempre s'hi dona una successió de comunitats, començant per la fase exploradora (inici de poblament), fase de maduració, i teòrica i finalment la fase permanent, coneguda com a clímax. Les successions són el resultat de canvis en factors abiòtics com la humitat, la temperatura, formació de muntanyes, desglaç, o bé són causades per l'arribada d'organismes d'origen forà que entren en competència amb els organismes locals i s'hi imposen els més ben adaptats.
L'exemple més típic de biocenosi, l'ofereixen els llacs, que constitueixen un sistema força tancat que rep aportacions pràcticament limitades a les radiacions solars. També en són exemples les torberes, els esculls coral·lins, les illes, les coves i, fins i tot, les àrees continentals o oceàniques de condicions ambientals relativament homogènies i de poblament d'organismes més o menys estable.